# 大庄 (雲林縣)
23°48′16″N 120°22′37″E / 23.804403°N 120.377068°E
大庄，是台灣雲林縣二崙鄉的一個傳統地域名稱，位於該鄉西北部。相較於今日行政區，其範圍大致包括港後村西北端、大庄村、庄西村不含東南部及最北端狹長地帶，以及彰化縣大城鄉的潭墘村南部邊界地帶中段。

## 歷史
台灣清治末期至日治初期，大庄地區為一街庄，稱為「大庄」，隸屬於布嶼堡。該庄北隔濁水溪與潭墘庄為界，東與港後庄為鄰，東南邊及南邊為油車庄、番社庄、崩溝藔庄，西邊為舊庄。。
1901年（日治明治三十四年）11月，全台廢縣廳改設二十廳，該庄隸屬於斗六廳。1903年（明治三十六年）6月，該庄編入「油車區」，隸屬於斗六廳。1909年（明治四十二年）10月，合併二十廳為十二廳，油車區改隸屬於嘉義廳。1920年（大正九年），全台地方制度大改正，廢十二廳改設五州二廳，該庄改制為「大庄」大字，隸屬於臺南州虎尾郡二崙庄。
戰後二崙庄改制為二崙鄉，隸屬於臺南縣，大字亦改制為村。1950年10月，雲、嘉、南分治，二崙鄉改隸屬雲林縣。

## 聚落
本地區發展較早的聚落有圲仔頭（已廢庄）、大庄、菜藔、酒沽仔、洲仔等，在日治期初期的官方地圖上已有記載。此外，本地區尚有埤仔頭、新興、公館、田底仔（東部）。

## 交通
省道台19線又稱「中央公路」，是彰化至台南永康的幹道，大致以東北—西南走向經過大庄地區東南部邊界外不遠處。由該道路向東北轉北微東過濁水溪自強大橋後可前往竹塘、埤頭、溪湖、埔鹽等地，向西南可前往崙背、土庫西北端、褒忠、元長等地。
縣道154號（港後路）是麥寮六輕廠至林內的道路，也是雲林縣最北側的橫貫縣道，大致以西向東轉西南西—東北東走向再轉西南—東北走向（與省道台19線共線）再轉西向東經過本地區南部邊界外不遠處。由該道路向西可前往崙背中北部、麥寮的六輕廠等地；向東可前往西螺、莿桐中北部、林內等地。
鄉道雲10線是豐榮（貓兒干）至山仔門的道路，大致以西向東由本地區西部邊界南側入境後，轉東南東經公館聚落南郊轉東北東，經鄉道雲14-2線終點路口後轉東南東以至於本地區東南部邊界出境。由該道路向西可前往舊庄中部、草湖、貓兒干並止於縣道154號路口；向東南東可前往番社東北部並止於省道台19線、縣道154號共線北側端點路口（油車地區山仔門聚落西南郊）。
鄉道雲14線是洲仔至埤腳（實際終點在油車地區山仔門聚落南郊）的道路，其西側端點（起點）位於本地區洲仔聚落東南郊的鄉道雲15線轉角路口。由此向北北東轉東北，經鄉道雲14-1線起點路口轉東南東，經鄉道雲14-2線起點路口轉東，經鄉道雲14-1線終點路口再轉東南東，至大庄聚落轉東微北再轉東南，出聚落不遠處出境後，轉南經省道台19線路口後可前往油車地區的山仔門聚落並止於其南郊的縣道154號路口。
鄉道雲14-1線是洲仔至新興的道路，全線位於本地區境內，大致呈ㄇ字形，其西側端點（起點）位於本地區洲仔聚落東郊的鄉道雲14線路口。由此向東北微北轉北再轉西北微北蜿蜒而行，至濁水溪南岸的大庄三號堤防下道路路口，至埤仔頭北郊路口轉東南微南，經埤仔頭聚落、新興聚落後止於本地區中部偏東南的鄉道雲14線另一路口。
鄉道雲14-2線是酒姑子至公館的道路，全線位於本地區境內，其北側端點（起點）位於本地區中部酒姑仔聚落東側的鄉道雲14線路口。由此向南南西出聚落後，轉南南東再轉南南西，可前往公館聚落東南郊的鄉道雲10線路口。
鄉道雲15線是洲仔至崙背的道路，其北側端點（起點）位於本地區西部邊界外不遠處洲仔聚落西側鎮安宮前叉路口。由此向東南入境後，至鄉道雲14線起點路口轉南南西再度出境並沿本地區西部邊界外緣而行，經鄉道雲10線路口後續行，經本地區西南角外緣外遠離，可前往崩溝寮、崩溝寮與八角亭交界地帶、崙背市區並止於鄉道雲17線路口。

## 學校
- 旭光國小